# Otitesella rotunda
Otitesella rotunda är en stekelart som beskrevs av Van Noort 1997. Otitesella rotunda ingår i släktet Otitesella och familjen fikonsteklar.
Artens utbredningsområde är:
- Kamerun.
- Etiopien.
- Elfenbenskusten.
- Malawi.
- Saudiarabien.
- Tanzania.

Inga underarter finns listade i Catalogue of Life.